# Bronisław Geremek
Professor Bronisław Geremek (6. marts 1932 i Warszawa – 13. juli 2008 i Lubień) var polsk politiker og historiker. I 1970'erne og 1980'erne var han en markant skikkelse inden for den demokratiske opposition i Polen. I sine senere år var han oprindeligt forbundet med Borgerbevægelsen Demokratisk Aktion (ROAD), senere med partiet den Demokratiske Union (UD) og Frihedsunionen (UW), nu Demokratiske Parti – demokraci.pl. Han var medlem af Europa-Parlamentet og Polens udenrigsminister i årene 1997–2000.

## Uddannelse
I 1954 færdiggjorde han sit studium på Warszawas Universitets Historiske Afdeling, i 1956–1958 studerede han ved École pratique des hautes études i Paris. I 1960 opnåede han titel af doktor og blev habiliteret i 1972 på det Polske Videnskabsakademi. I 1989 blev han udnævnt til ekstraordinær professor.
Bronisław Geremeks forskning er i høj grad fokuseret omkring middelalderens kultur- og samfundshistorie. Hans videnskabelige og akademiske udbytte består af utallige artikler, foredrag og forelæsninger samt 10 bøger oversat til 10 sprog.
Geremeks doktorafhandling fra 1960 omhandler arbejdsmarkedet for middelalderens parisiske håndværk, mens habiliteringsafhandlingen fra 1972 drejer sig om de lavest stillede samfundsgrupper i det middelalderlige Paris.
Næsten hele Geremeks virke som forsker har været forbundet med det Historiske Institut på det Polske Videnskabsakademi i Warszawa, hvor han arbejdede i årene 1955–1985. 1960–1965 var han forelæser på Sorbonne i Paris og der leder for Centrum for Polsk Kultur. Den internationale anerkendelse af professor Geremek har fundet sit udtryk i 11 doktorater honoris causa som han har modtaget fra bl.a. universitetet i Bologna, Utrecht, Paris (Sorbonne), New York City (Columbia) samt Jagielloński-Universitetet i Kraków. I 1992 blev han udnævnt til gæsteprofessor ved Collège de France. Geremek er medlem af Academia Europa, Pen Club, Societé Europeenne de Culture og talrige andre selskaber og foreninger.

## Politisk virke

### Den Polske Folkerepublik
1950–1968 var Geremek medlem af PZPR, som han meldte sig ud af i protest modWarszawapagtlandenes invasion af Tjekkoslovakiet. I 1970'erne var han blandt de mest fremtrædende skikkelser inden for den demokratiske opposition. I årene 1978–1981 var han medstifter af og forelæser for Selskabet for Videnskabelige Kurser. I august 1980 tilsluttede han sig samfundsbevægelsen iværksat af arbejderne fra Gdańsks protest og blev en af det tilblivende NSZZ Solidarność' eksperter og rådgivere. På Solidarność' første landsdækkende forsamling ledede Bronisław Geremek programrådet. Efter indførelsen af krigsretstilstanden blev han interneret. Da han blev løsladt i 1982, blev han rådgiver for det da illegale Solidarność og arbejdede tæt sammen med Lech Wałęsa. Han blev arresteret i 1983 af de daværende myndigheder.

### Demokratiske reformer og den Tredje Polske Republik
I årene 1987–1989 ledede han Borgerkomitéens Udvalg for Politiske Reformer, der udarbejdede et koncept om fredelige demokratiske reformer i Polen. Bronisław Geremek spillede en afgørende rolle under rundbordsforhandlingerne i 1989, der førte til afholdelsen af parlamentsvalg og dannelsen af kontraktsejmen. Efter sit valg til Sejmen i 1989 var han bl.a. leder af Sejmens Udenrigsudvalg (1989–1997) og Forfatningsudvalget (1989–1991).
Professor Geremek var blandt stifterne af den Demokratiske Union (senere Frihedsunionen) og var formand for dette partis parlamentariske klub i perioden 1990–1997. Efter parlamentsvalget i 1991 pålagdes han af præsident Lech Wałęsa at danne en ny regering. Da dette mislykkedes, blev Jan Olszewski udnævnt til premierminister.
Geremek var leder af Frihedsunionens politiske råd. Efter dannelsen af koalitionen AWS-UW 31. oktober 1997 tiltrådte han embedet som Polens udenrigsminister, en funktion han udfyldte indtil juni 2000. Fra juli 2000 var han formand for Sejmens Udvalg for Europæisk Ret.
13. juni 2004 blev han valgt til Europa-Parlamentet fra UWs valgkomité. Geremek var den kandidat der opnåede flest stemmer i Warszawa-kredsen og blandt udlandspolakker. I parlamentet er han medlem af ALDE (Liberale og Demokraters Alliance for Europa).

### Kontroverser
Geremek var en af de personer, der protesterede imod opførelsen af et mindesmærke for ofrene for Wołyń-massakren begået af ukrainske nationalister fra den Ukrainske Opstandshær mod den polske civilbefolkning.[kilde mangler]

#### Lustrering
I april 2007 afslog Bronisław Geremek at aflægge en lustreringserklæring (oświadczenie lustracyjne), dvs. en erklæring om, hvor vidt han havde samarbejdet med den Polske Folkerepubliks sikkerhedstjeneste, hvad han ifølge den polske lustreringsforordning var forligtet til som medlem af Europa-Parlamentet. Den i loven forudsatte konsekvens af dette var tab af mandat som europaparlamentariker.
Geremek blev mødt med støtte fra alle de største grupperinger i Europa-Parlamentet (EPP, PES, ELDR, EGP, ALDE) samt formanden for parlamentet Hans-Gert Pöttering.
Polens premierminister Jarosław Kaczyński betegnede Geremek handling som værende "til skade for Polen," mens den polske højreorienterede presse så den som et udtryk for en politisk kamp. Geremek selv, der tidligere havde aflagt flere lustreringserklæringer, forklarede sin beslutning med, at han anså lustreringsforordningen for at gøre indgreb i fundamentale frihedsrettigheder og for at "tegne et sort scenarie for Polen."
11. maj 2007 erklærede den polske forfatningsdomstol i en længere domsafsigelse om lustreringsforordningen, at det er i strid den polske forfatning at fratage folkevalgte deres mandat som følge af manglende aflæggelse af lustreringserklæring. 15. maj trådte denne bestemmelse følgelig ud af kraft.
Som medlem af den Hvide Ørns Ordens Kapitul var Geremek også forpligtet til at aflægge en lustreringserklæring, da han ikke gjorde dette, blev han af præsident Lech Kaczyński frataget sin plads der.

## Ordner og udmærkelser
- Den Hvide Ørns Orden (Polen), tildelt 11. november 2002 af præsident Aleksander Kwaśniewski.
- Officer i Légion d'honneur (Frankrig)
- Ridder i den nationale fortjentsorden (Frankrig)
- Overofficer i Frihedsordnen (Portugal)
- Großes Verdienstkreuz mit Stern (Tyskland)
- Leopold IIs Store Kors' Orden (Belgien)
- Pour le Mérite (Tyskland)
- Karlspreis (Aachen), tildelt 1998
- Marion-Dönhoff-Preis, tildelt 2006

I 1999 blev han kåret til Årets Person af det polske ugemagasin Wprost.

## Privat
Bronisław Geremeks forældre var jøder, faren rabbiner. Da de døde under Holocaust, tog den ikke-jødiske familie Geremek ham til sig.
Geremek var ved sin død enkemand og havde to sønner. Han beherskede fire fremmedsprog: fransk, engelsk, italiensk og tysk.

## Værker
- Inutiles au Monde. Vagabonds et marginaux en Europe aux XIVe-XVIe siècle, Paris 1980
- Litość i szubienica: dzieje nędzy i miłosierdzia (Czytelnik 1989, ISBN 83-07-01490-5)
- Świat "opery żebraczej": obraz włóczęgów i nędzarzy w literaturach europejskich XV-XVII wieku (Państwowy Instytut Wydawniczy 1989, ISBN 83-06-00428-0)
- The Common Roots of Europe, Polity Press, Cambridge, 1996
- Ludzie marginesu w średniowiecznym Paryżu: XIV-XV wiek (1972, wyd. 2 uzupełnione: Poznańskie Towarzystwo Przyjaciół Nauk 2003, ISBN 83-7063-340-4)
- Szansa i zagrożenie. Polityka i dyplomacja w rodzinnej Europie (Studio EMKA 2004, ISBN 83-88607-38-3)